# Палмајра (Вирџинија)
Палмајра (енгл. Palmyra) насељено је место без административног статуса у америчкој савезној држави Вирџинија.

## Демографија
По попису из 2010. године број становника је 104.
| Група             | 2000.    | 2010.      |
| Белци             | 0 (0,0%) | 80 (76,9%) |
| Афроамериканци    | 0 (0,0%) | 16 (15,4%) |
| Азијати           | 0 (0,0%) | 0 (0,0%)   |
| Хиспаноамериканци | 0 (0,0%) | 6 (5,8%)   |
| Укупно            | 0        | 104        |